# Борсы
Борсы (каз. Борсы) — село в Жанибекском районе Западно-Казахстанской области Казахстана. Административный центр Борсынского сельского округа. Код КАТО — 274235100.

## Население
В 1999 году население села составляло 705 человек (352 мужчины и 353 женщины). По данным переписи 2009 года, в селе проживало 615 человек (322 мужчины и 293 женщины).